# Кріс Фен
Кріс Фен (англ. Chris Fehn) — музикант, колишній перкусіоніст і бек-вокаліст групи Slipknot, бас-гітарист Will Haven.

## Факти
- Кріс Mr.Picklenose головний перкусіоніст і найвеселіший учасник групи. Журнал Rolling Stone назвав його найкрасивішим учасником групи.
- Відома лише одна група, в якій грав Кріс до Slipknot. Вона назвалася «Shred». Також кажуть, що Кріс був колишнім учасником групи Cuddles, але це не так.
- Кріс надає музиці Slipknot дуже цікавий звук — різне постукування і дріб (дуже схоже на африканські там-тами). До випуску «IOWA», компанія «Dunnett» створила барабани, на яких зараз грають Кріс і Шон.
- Його хобі: різні види спорту, такі, як баскетбол і гольф.
- Перша платівка Кріса — «Thriller» Майкла Джексона.
- Кріс другий учасник групи після Шона який має дітей. 23 березня 2012 у нього народився син, ім'я якого Jaxon Atari Fehn.
- Кріс головний жартівник в групі. Знає величезну купу анекдотів. Він найбільш веселий і оптимістичний член групи.
- 14 березня 2019 року Кріс Фен звинуватив Корі Тейлора та Шона Креана в сумнівних ділових відносинах та затримки платежів. 18 березня 2019 року Фен офіційно покинув Slipknot

## Маска

### Slipknot
Коли Кріс прийшов у групу, йому дісталася довгоноса маска від минулого учасника- Брендона Дарнера. Вона була білою з вузькими отворами для очей і блискавкою на місці рота. Пізніше, після виходу альбому, вона стала акуратніше: Отвори для очей стали ширше, маска придбала сіруватий відтінок.

### Iowa
На цьому альбомі, Кріс носить ту ж маску Піннокіо. Вона стала темнішою, наче перепачкана. Ніс став трохи довшим, отвори для очей придбали овальну форму. По щоках, від носа до краю маски, йдуть два шва.

### Vol. 3: The Subliminal Verses
При запису третього альбому, Кріс Фен носить два варіанти маски. Одна бордова з довгим носом, інша бежева з більш коротким носом. Маска стала жорсткішою, і ніс тепер майже не гнеться.

### All Hope Is Gone
На альбомі, Кріс носить теж два фасону масок. Одна болотного кольору, яку він одягає на всі концерти, друга — бордова. Її можна добре бачити в кліпі на пісню Psychosocial. Також, в деяких фотосесіях, Кріс не носить чорний підшоломник, але до концертів справа не дійшла.

### .5 The Gray Chapter
На цьому (останньому для Кріса в групі Slipknot) альбомі, капюшон повернувся назад, а маска була пофарбована у металеве золото. Довгий ніс і рот на блискавці залишилися, очі стали менш овальними.

### Knotfest
На даному фестивалі, Фен носить маску часів Vol.3, або маску яскраво -зеленого кольору.

## Інструменти
5 хромованих барабанів timpiniXs (2 Mount Toms, 1 Floor Tom, 1 Bass Drum, set up like the floor tom, Vater Hammer sticks), порожня пивна бочка Anheuser — Busch Beer Keg.
Палички: Vic Firth American Classic Metal.